# Prohepialus incertus
Prohepialus incertus är en fjärilsart som beskrevs av Piton 1940. Prohepialus incertus ingår i släktet Prohepialus och familjen rotfjärilar. Inga underarter finns listade i Catalogue of Life.